# نورت سو سیتی (داکوتای جنوبی)
نورت سو سیتی(به انگلیسی: North Sioux City) شهری در ایالت داکوتای جنوبی کشور ایالات متحده آمریکا است که جمعیت آن در سرشماری سال ۲۰۱۰ میلادی، ۲٬۵۳۰ نفر بوده‌است.